# Miragica
Miragica est un ancien parc à thème situé à Molfetta, en Italie à une trentaine de kilomètres de Bari. Le parc inauguré le 3 avril 2009 possède une superficie de 100 000 m2 et est composé de 18 attractions et de deux spectacles. Il est le premier parc du groupe Alfa Park.
Le parc ferme ses portes à la fin de la saison 2018. Il est déclaré en faillite le 22 décembre 2019 en raison d'importants problèmes financiers,. La majorité des attractions ont été démontées. Le 18 juillet 2022, un incendie se déclare sur le site abandonné. Le parc est vendu aux enchères pour la somme de 1 774 080 € en février 2023.

## Les attractions

### Montagnes russes
| Nom         | Type                      | Constructeur | Année |
| ----------- | ------------------------- | ------------ | ----- |
| Senzafiato  | Montagnes russes en métal | Intamin      | 2009  |
| Spaccatempo | Wild Mouse                | Zamperla     | 2009  |

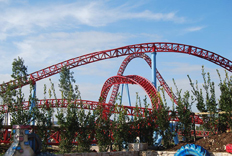
Senzafiato
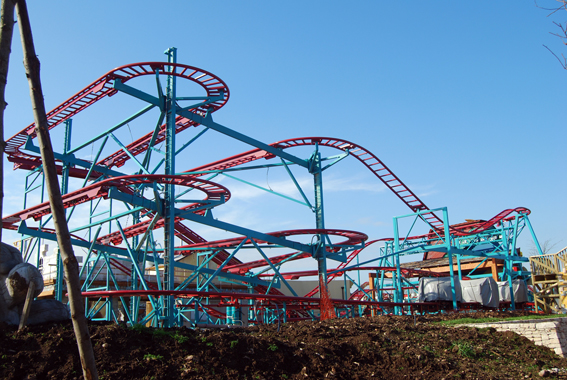
Spaccatempo

### Autres attractions
- Carosello : carrousel, 2009
- Condor : Condor de Huss Rides, 2012 (relocalisation de Gardaland)
- GiraVolta : Top Spin de Huss Rides, 2015 (relocalisation de Gardaland)
- Guidatù : circuit de karting junior, 2010
- Il Bagnomatto : aire de jeu aquatique, 2009
- Il Girabugia : Disk'O Coaster de Zamperla, 2009
- Il Mangiabiglie : rivière rapide en bouées de Zamperla, 2009
- Kappaò : manège de Zamperla, 2009
- Lo Strozzagorgo : bûches de SBF Visa Group, 2009
- Per Bacco : tour de chute de Zamperla, 2009
- Perditempo - la città Burlona : aire de jeux, 2009
- Scatola magica : cinéma 4-D, 2009
- Tiratisù : tour Heege, 2009
- Tritatutto : tour de chute junior, 2009
- Viavai - il trenino senza tempo : train junior, 2009
- Volapiano : manège d'avions, 2009

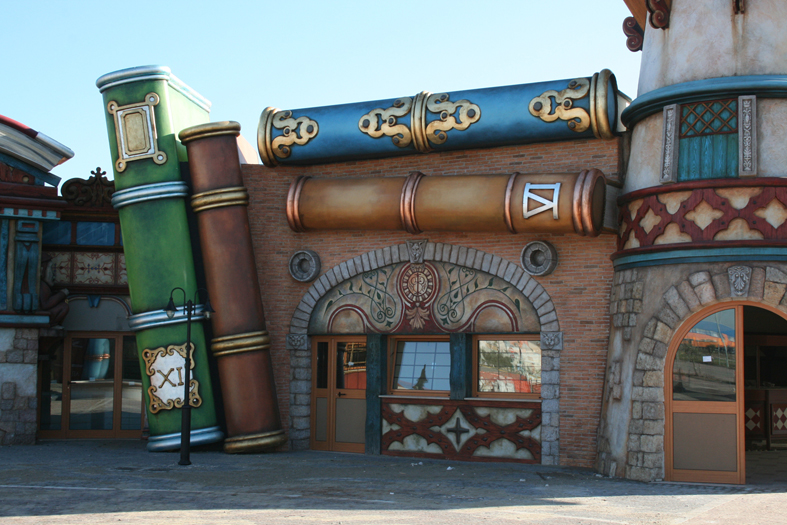
Boutique
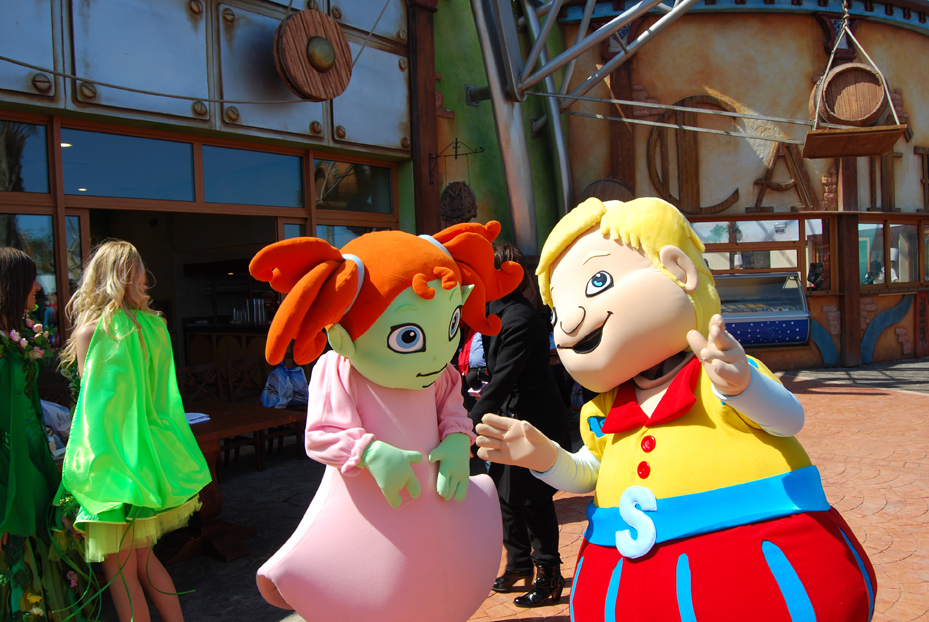
Mascottes Lilu et Samy
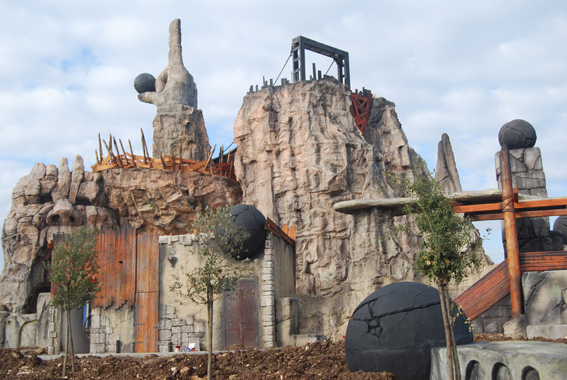
Il Mangiabiglie
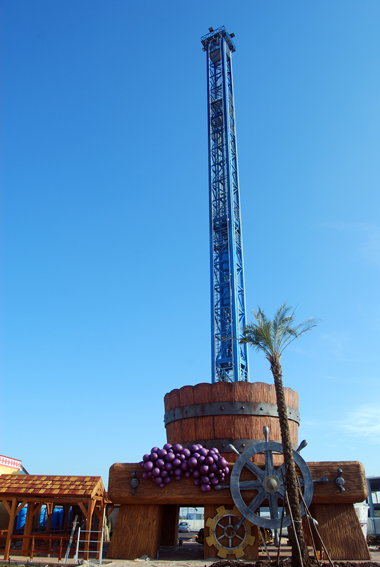
Per Bacco